# Elporia hiemis
Elporia hiemis är en tvåvingeart som beskrevs av Elisabeth K. Stuckenberg 1955. Elporia hiemis ingår i släktet Elporia och familjen Blephariceridae. Inga underarter finns listade i Catalogue of Life.